# 나가사키 전기 궤도 3000형 전차

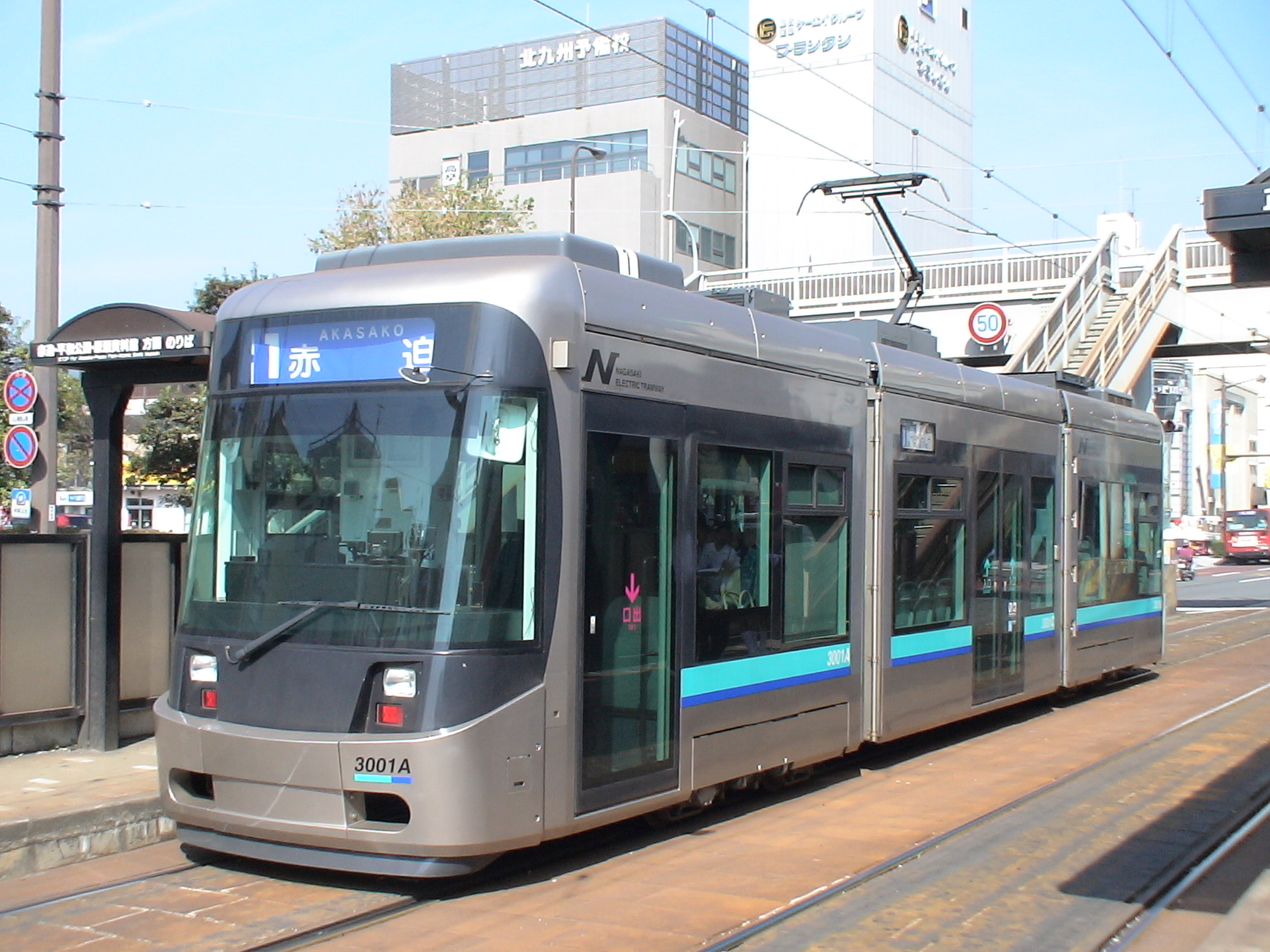
나가사키 전기 궤도 3000형 전차

나가사키 전기 궤도 3000형은 2003년에 일본에서 제작된 저상 (低床) 노면 전차이다.
나가사키 전기 궤도(나가사키 전철이라도 함)는 영업 거리 11.5km의 노면전차 노선을 운행하고 있다. 3000형은 나가사키 전기 궤도가 처음으로 구입한 완전 저상 전동차이고 3차체 연접 구조를 채택해서 전후 선두차에는 고정 2축의 차륜을 갖추어 중간차은 부동(floating) 구조이다. 차체 상호간은 요잉 운동을 허용하는 상하 연접 센터핀으로 연결되고 있다. 종곡선에서의 움직임에는 차륜을 지지하는 스프링으로 대응한다. 바닥 높이는 차축 위 480mm, 출입구 부분이 350mm, 중간차가 380mm이다. 바닥은 연속적인 경사로이며 거의 평면이라고 말할 수 있다. 그래서 대부분의 승강장 높이는 280mm에서 300mm이다.
차륜 직경은 610mm이며 선두차 제어대 아래에 있는 견인 전동기와 직각 카르단 방식으로 구동된다. 연결 통로 폭이는 800mm를 확보시킨다. 출입문은 전동식 슬라이딩 프래그 도어를 채용해서 전기 경적, fail-safe 원칙에 의거한 전동 스프링 브레이크를 아울러 공기 압축기를 필요하지 않다. 2004년에 영업운행을 시작했다. 2006년까지 계 3개 편성이 제작되어 2011년부터는 더욱 개량된 신형 차량이 등장할 전망이다.

## 주요 제원
- 길이: 15100mm
- 폭이: 2300mm
- 높이: 3740mm
- 무게: 22.0t
- 좌석: 28명
- 출력: 85kW 2대
- 궤간: 1435mm (표준궤)
- 전차선 전압: 직류 600V
- 법정 최고 운전 속도: 40km/h

## 참고 문헌
- 철도Pictorial 통권 753호 임시증간 철도차량연감 2004년도판 P.181-183 (철도도서 간행회, 일본)